# 尹相鉉
尹相鉉（韓語：윤상현，1973年9月21日—），韓國男演員及歌手，曾是男子團體5WHO的隊長。

## 经历
自小以成為歌手為人生目標，在進入演藝圈之前曾在仁川的敬仁女子大學附近經營小餐館，雖然加入男子團體，但以CF、MV出道，並以戲劇作為主要的演藝活動。雖然在戲劇上也有亮眼的表現，但仍未忘記唱歌的夢想。在《獨身天下》、《賢內助女王》、《拜託小姐》等連續劇中皆展現其歌喉。2009年在《賢內助女王》中獻唱李承哲原唱的《Never Ending Story》，使其聲名大噪，人氣翻紅，在2010年3月在日本以歌手出道，首張單曲EP《最後の雨》，發行首週獲得Oricon第11名。2010年6月發行第二張單曲EP《誓い》。
2009年演出《賢內助女王》中對政治聯姻不滿、外表玩世不恭但秉性善良、多金英俊的食品公司社長許泰準（另譯許泰俊、化名泰峰／泰豐)，成為2009年韓國最受歡迎的角色之一，有「30代具俊表」之稱，亦獲選為最受歡迎的「二手新人」。2010年演出《秘密花園》，飾演風流的韓流明星奧斯卡。
2014年11月與韓國女歌手MayBee訂婚，並於2015年2月8日在首爾華克山莊舉辦了非公開婚禮。2015年長女出生，2017年次女出生，2018年長男出生。

## 演出作品

### 電視劇
| 年份 | 電視台 | 劇名               | 角色           | 性質     |
| ---- | ------ | ------------------ | -------------- | -------- |
| 2005 | SBS    | 嫁給百萬富翁       | 劉振賀         |          |
| 2006 | MBC    | 火花遊戲           | 姜承宇         | 主演     |
| 2006 | SBS    | 獨身天下           | 尹志憲         |          |
| 2007 | MBC    | 冬候鳥             | 朱慶宇         | 主演     |
| 2008 | KBS    | 三個爸爸一個媽     | 鄭成民         | 客串     |
| 2008 | MBC    | 可可島的秘密       | 尹代理         |          |
| 2009 | MBC    | 賢內助女王         | 許泰準         | 主演     |
| 2009 | KBS    | 拜託小姐           | 徐東燦         | 主演     |
| 2010 | SBS    | 秘密花園           | 崔祐英（Oska） | 主演     |
| 2011 | MBC    | 絕不認輸           | 連亨宇         | 主演     |
| 2013 | SBS    | 聽見你的聲音       | 車冠宇         | 主演     |
| 2014 | tvN    | 岬童夷             | 河武念         | 主演     |
| 2014 | SBS    | 皮諾丘             | 車冠宇         | 客串     |
| 2015 | SBS    | 愛你的時間         | 尹相鉉         | 客串     |
| 2016 | JTBC   | 玉氏南政基         | 南政基         | 主演     |
| 2016 | MBC    | 購物王路易         | 車中元         | 主演     |
| 2017 | KBS    | 完美的妻子         | 具振熙         | 主演     |
| 2017 | JTBC   | 大力女子都奉順     | 查爾斯·高      | 客串     |
| 2018 | MBC    | 牽著手，看夕陽西下 | 金道英         | 主演     |
| 2018 | MBC    | 我身後的陶斯       | 劉志燮         | 特別演出 |
| 2020 | JTBC   | 重回18歲           | 洪大英         | 主演     |
| 2024 | KBS    | 完美的家族         | 崔賢敏         |          |
| 2024 | ENA    | 星星閃耀的夜晚     | 沈俊錫         |          |

### 電影
- 2006年：《首爾星期天（朝鲜语：썬데이_서울）》（客串）
- 2012年：《音痴診所（朝鲜语：음치클리닉）》
- 2014年：《德水里五兄弟（朝鲜语：덕수리 5형제）》飾演 長男
- 2019年：《霹靂嬌鋒》飾演 趙志哲

### 電視單元劇
- 2006年12月9日 KBS《Drama City（朝鲜语：KBS_드라마시티）》第308集〈一個星期〉

### 電視節目
- 2010年：SBS《家族的誕生2》
- 2015年：KBS《人類的條件2（朝鲜语：인간의_조건_(텔레비전_프로그램)）》
- 2015年：SBS《叢林的法則》雅浦州篇
- 2019年：SBS《同床異夢2 - 你是我的命運》
- 2021年：KBS2《超人回來了》

### MV演出
- 2005年：KYO〈CROSS〉
- 2005年：李承哲〈數到十〉（與高恩雅共同演出）
- 2009年：李承哲〈愛情真難〉（與金諪恩共同演出）
- 2015年：趙慧仙〈不要記得〉

## 音乐作品

### 個人專輯
- 2009年：單曲《我愛你(你的歌), 사랑해요 (그대 Song)》
- 2009年：單曲《雨和妳的故事, '비와 당신의 이야기 》
- 2010年：日本第1張EP《最後的雨 '사이고노아메 (마지막 비/최후의 비)》
- 2010年：日本第2張EP《誓, 誓い(찌까이)》
- 2011年：日本第1張大碟《Precious Days》
- 2011年：日本第3張EP《Summer Eyes》
- 2012年：日本第4張EP《Summer Eyes》
- 2012年：日本第5張EP《Christmas Eve》Special Limited Album

### 電視原聲帶
- 2005年：SBS《露露公主》OST《曾經愛過》
- 2009年：KBS《賢內助女王》Digital Single OST《Never Ending Story》
- 2009年：KBS《拜託小姐》OST《不得不愛》
- 2009年：KBS《拜託小姐》OST1.5《Romance》與尹恩惠合唱
- 2010年：SBS《秘密花園》OST part 1《凝望》
- 2010年：SBS《秘密花園》OST《Here I Am》
- 2010年：SBS《秘密花園》Oscar單曲《眼淚星座》
- 2011年：MBC《絕不認輸》OST《對你有了感情，知道嗎？》
- 2012年：電影《音癡診所》OST《Run and Run》
- 2020年：JTBC《重回18歲》OST《If we love again》

## 得獎
- 2006年：SBS演技大賞新人獎（《獨身天下》）
- 2009年：第3屆Mnet Summer Break 20's Choice—Hot Boom-up Song（《賢內助女王》插曲〈Never Ending Story〉）
- 2009年：第17屆大韓民國文化演藝大賞演技優秀獎（《賢內助女王》）
- 2009年：Korea LifeStyle Award-年度LifeStyle大賞
- 2009年：MBC演技大賞《賢內助女王》最優秀男演員
- 2009年：KBS演技大賞《拜託小姐》最佳人氣獎
- 2009年：KBS演技大賞《拜託小姐》最佳情侶獎

## 外部連結
- 尹相鉉的新浪微博
- 尹相鉉的Instagram帳戶
- 官方网站 （日語）
- 尹相鉉在ameblo的部落格 （日語）
- 尹相鉉在NAVER上的资料
- 尹相鉉在韩国电影数据库（KMDb）上的資料（韓語）
- 尹相鉉在互联网电影资料库（IMDb）上的資料（英文）